# Save the Day (песня Мэрайи Кэри)
«Save the Day» — песня, записанная американской певицей Мэрайей Кэри. Она была выпущена 21 августа 2020 года в качестве сингла с её восьмой по счёту компиляции The Rarities (2020). Авторами песни стали Мэрайя Кэри, Джермейн Дюпри, Джеймс Райт, Чарли Фокс и Норман Гимбел. Продюсерами выступили Кэри и Дюпри.
В песне присутствует вокал американской певицы Лорин Хилл и сэмпл из песни The Fugees «Killing Me Softly» (1996).

## Предыстория и релиз
Мэрайя Кэри и её давний соавтор Джермейн Дюпри начали работать над песней в феврале 2011 года. Первоначально идея состояла в том, чтобы объединить множество музыкантов и представить песню как благотворительный сингл. Вдохновением для такой идеи послужила организация «Лучи света», которая объединяет множество людей для решение какой-либо проблемы. В марте 2011 года представитель Кэри Синди Бергер заявила, что средства, вырученные от продажи «Save the Day» будут пожертвованы благотворительным организациям, борющимся за права человека. Бергер также сказал, что «Мэрайя пожертвовала и продолжает жертвовать своё время, деньги и сама принимает активное участие в работе фондов как здесь, так и за рубежом».
11 февраля 2012 года Кэри заявила в своем Твиттере, что песня остаётся «в режиме ожидания по очень особой причине, которая будет раскрыта позже».
19 августа 2020 года певица объявила, что песня «Save the Day» будет выпущена в качестве сингла с её предстоящего сборника The Rarities.

## Чарты
| Чарт (2020)                                        | Пиковая позиция |
| -------------------------------------------------- | --------------- |
| Венгрия (Single Top 40)                            | 23              |
| Шотландия (OCC Scotland)                           | 46              |
| Великобритания (OCC UK Singles Downloads)          | 36              |
| США (Billboard Digital Song Sales)                 | 15              |
| США (Billboard Hot R&B Songs)                      | 12              |
| США (Billboard R&B Digital Song Sales)             | 2               |
| США (Billboard Hot R&B/Hip-Hop Digital Song Sales) | 6               |